# Nuno-Boco
Nuno-Boco (Nunu-Boco, Nonuboka) ist eine osttimoresische Aldeia im Suco Leolima (Verwaltungsamt Hato-Udo, Gemeinde Ainaro). 2015 lebten in der Aldeia 31 Menschen.

## Geographie und Einrichtungen
Die Aldeia Nuno-Boco liegt in der östlichen Mitte von Leolima und ist Teil des Siedlungszentrums von Hato-Udo. Nördlich befindet sich die Aldeia Rae-Soro und westlich die Aldeia Hutseo. Im Osten grenzt Nuno-Boco an den Suco Foho-Ai-Lico. Entlang der Nordgrenze führt die südliche Küstenstraße Osttimors, die hier etwas landeinwärts verläuft. Die meisten Häuser des Ortes Nuno-Boco liegen an einer Abzweigung dieser Straße.
In Nuno-Boco steht das kommunale Gesundheitszentrum (CHC) Leolima.

## Politik
2023 wurde Remigio Pereira zum Chefe de Aldeia gewählt.